# جوآن بوسک
جوآن بوسک (کاتالونیایی: Joan Bosch؛ ‏ ۳۱ مهٔ ۱۹۲۵ – ۱۷ نوامبر ۲۰۱۵) کارگردان فیلم و فیلم‌نامه‌نویس اهل اسپانیا بود.
از فیلم‌ها یا مجموعه‌های تلویزیونی که وی در آن‌ها نقش داشته‌است، می‌توان به روز به روز و گناه است… اما آن را دوست دارم اشاره نمود.